# بيورن بلاكستاد
بيورن بلاكستاد (بالنرويجية البوكمول: Bjørn Blakstad)‏ هو دبلوماسي نرويجي، ولد في 9 يناير 1926، وتوفي في 11 يوليو 2012.